# Jonel Carcueva
Jonel Carcueva, né le 23 mai 1995, est un coureur cycliste philippin.

## Biographie
En 2019, Jonel Carcueva se distingue en remportant une étape de montagne du Tour de Singkarak,. Il termine également deuxième du championnat des Philippines du contre-la-montre, ou encore septième du Tour de Siak et du Tour de l'Ijen. 

## Palmarès et résultats

### Palmarès par année
- 2018
  - Tour de Linggarjati[4]
- 2019
  - 5e étape du Tour de Singkarak
  - 2e du championnat des Philippines du contre-la-montre
  -  Médaillé de bronze de la course en ligne par équipes aux Jeux d'Asie du Sud-Est
- 2022
  -  Champion des Philippines sur route
  -  Champion des Philippines du critérium
- 2023
  -  Champion des Philippines sur route
- 2024
  -  Champion des Philippines sur route
- 2025
  - 3e du Tour de Luzon

### Classements mondiaux
| Année                                 | 2019  | 2020  | 2021 | 2022 | 2023  | 2024  |
| ------------------------------------- | ----- | ----- | ---- | ---- | ----- | ----- |
| Classement mondial                    | 1822e | 1059e | nc   | 984e | 1142e | 1103e |
| UCI Asia Tour                         | 154e  | 56e   | nc   | 57e  | 74e   | 68e   |
|                                       |       |       |      |      |       |       |
| Légende : nc = non classéSource : UCI |       |       |      |      |       |       |